# Пхимеанакас

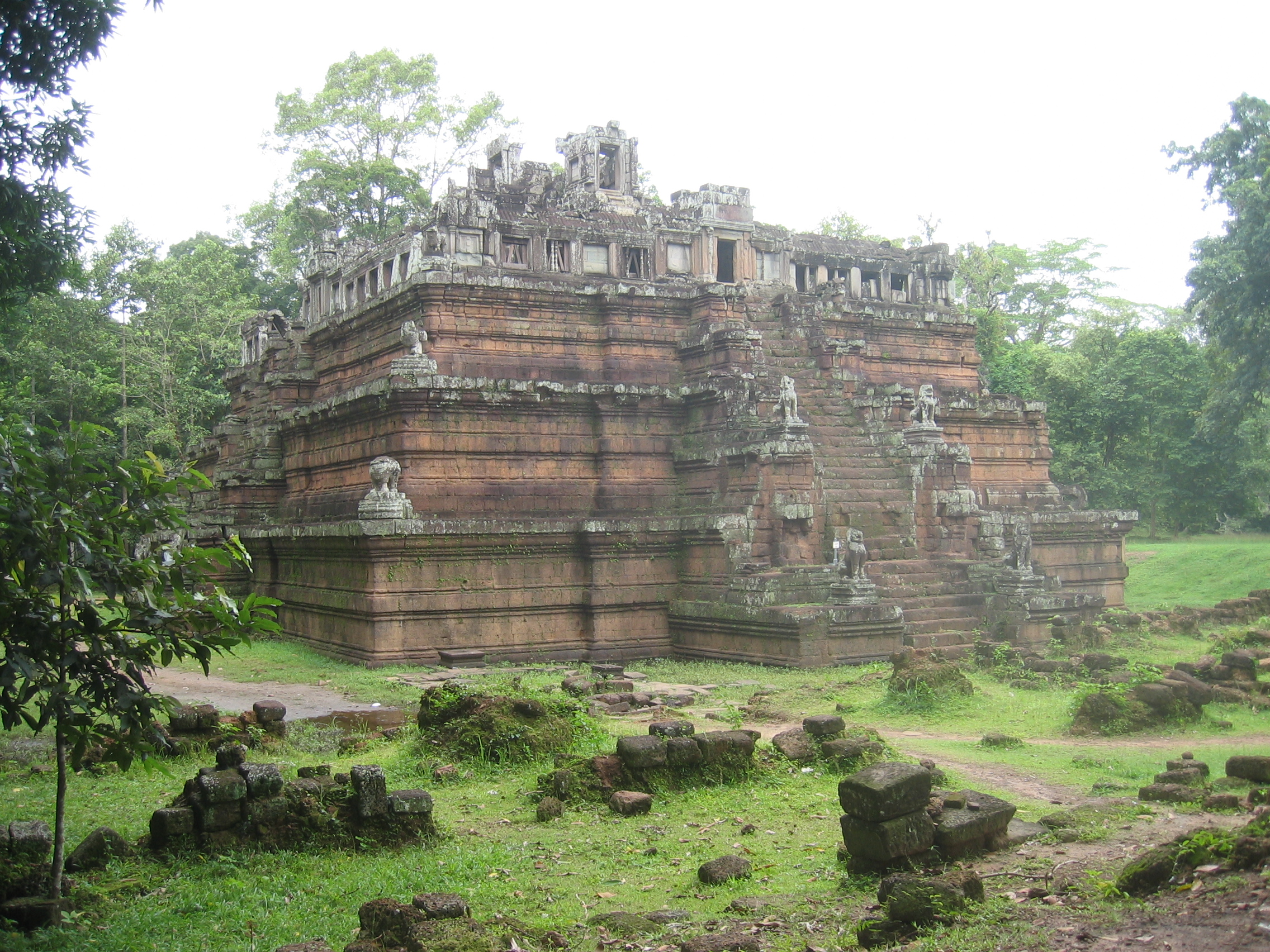
Пхимеанакас

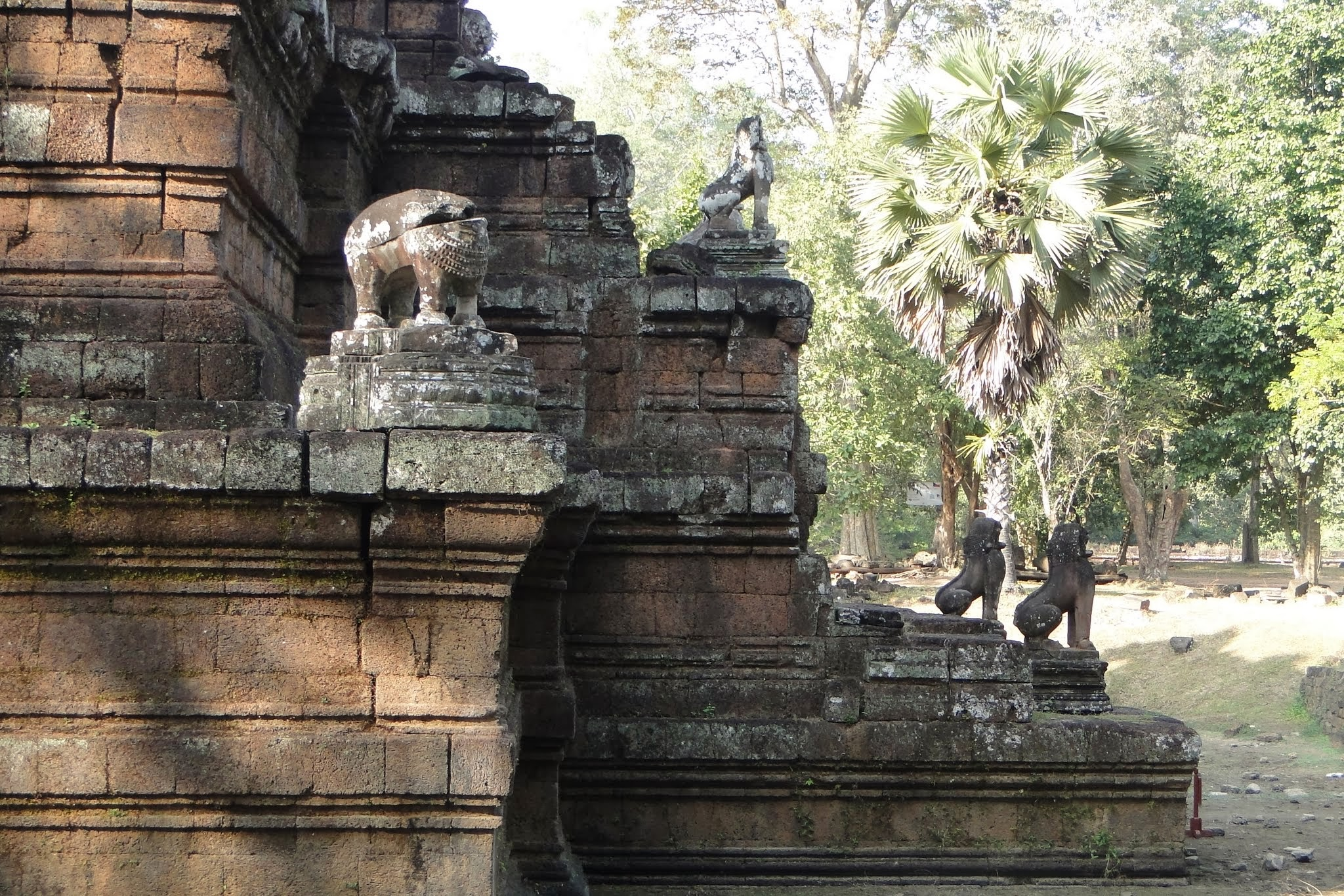
Пхимеанакас. Скульптура

Пхимеанакас (фонетически более точно — Пхимиенаках, кхмер. ប្រាសាទភិមានអាកាស [praːsaːt phimien ʔaːkaːh], «Божественный (небесный) храм») — индуистский храм в Ангкор-Тхом.

## Название
Кхмерское пхимиен аках состоит из заимствованных санскритских слов «вимана» (кхмер. ភិមាន [pʰimiən], кхмер. ពិមាន [pimiən] или кхмер. វិមាន [vimiən], «Дворец Богов») и «акаша» (кхмер. អាកាស [ʔaːkaːh], «небеса»):115,135:371.

## Описание
Чжоу Дагуань писал, что этот храм сделан из золота, также упоминал, что каждую ночь король совокуплялся в нём с нагой:95.
Храм построен в конце X века в правление Раджендравармана II (944—967) на территории размером примерно 245 на 600 м, обнесённой дворцовыми стенами с входом-гопуру. Затем он был перестроен Сурьяварманом II в виде трёхъярусной пирамиды, как индуистский храм:103.
Никаких следов от жилых помещений здесь не осталось, так как они были сделаны из недолговечных материалов.
Маленький прямоугольный храм с основанием 34,5 × 27,6 м и высотой 11,7 м частично сложен из песчаниковых блоков, построен на 3-ярусной латеритовой пирамиде, увенчанной единственным прасатом, предположительно, что купол храма был позолочен (в традиции монов):169,172.
Галерея, с настоящими и ложными окнами, окружающая последнюю террасу, стала первой в своём роде, построенной целиком из песчаника, включая крышу из трёх рядов выступающих камней с завершающим рядом над ними. Арки в виде колоколов имитируют черепицу.